# واترتاون (فلوریدا)
واترتاون (به انگلیسی: Watertown) یک منطقهٔ مسکونی در ایالات متحده آمریکا است که در شهرستان کلمبیا، فلوریدا واقع شده‌است. واترتاون ۶٫۴ کیلومتر مربع مساحت و ۲٬۸۲۹ نفر جمعیت دارد و ۵۷ متر بالاتر از سطح دریا واقع شده‌است.